# يربوع بوبرنسكي
يربوع بوبرِنِسكي (الاسم العلمي: Allactodipus bobrinskii) نوع من القوارض من فصيلة اليربوعيات، متوطن في تركمانستان وأوزبكستان.